# ام‌اس‌سی روساریا
ام‌اس‌سی روساریا (به انگلیسی: MSC Rosaria) یک کشتی است که طول آن ۲۷۵ متر (۹۰۲ فوت) می‌باشد. این کشتی در سال ۲۰۰۷ ساخته شد.